# هونجان
هوجان، روستایی از توابع بخش مرکزی شهرستان شهرضا در استان اصفهان ایران است.
روستای هونجان از مناطق سرسبز و ییلاقی منطقه بوده و آب هوای مطبوع این روستا در فصل‌های بهار و تابستان به شدت مورد توجه گردشگران می‌باشد؛ از مناطق تفریحی این روستا می‌توان به زرچشمه، آبدراز، پیر، ماش وآبکا اشاره کرد. این روستا از طرف علم نجوم به دلیل داشتن پاک‌ترین آب و هوا بعنوان آسمان پاک ایران معرفی شده‌است که مورد توجه اختر شناسان واقع گردیده‌است.